# 3488 Браїк
3488 Браїк (3488 Brahic) — астероїд головного поясу, відкритий 8 серпня 1980 року.
Тіссеранів параметр щодо Юпітера — 3,346.
Названий на честь французького астронома Андре Браіка.